# Montes Bascos
Os Montes Bascos são uma pequena cordilheira situada no extremo setentrional da Península Ibérica. São a parte mais oriental da Cordilheira Cantábrica ligando-a aos Pirenéus. Também são conhecidos como umbral vasco. Estendem-se pelo território do País Basco espanhol: la cordilheira compreende toda Biscaia, toda Guipúscoa, quase toda Álava (exceto a comarca Rioja Alavesa), o Enclave de Treviño e o noroeste de Navarra.
São maioritariamente de natureza calcária, embora também haja terrenos de arenitos e outros materiais.

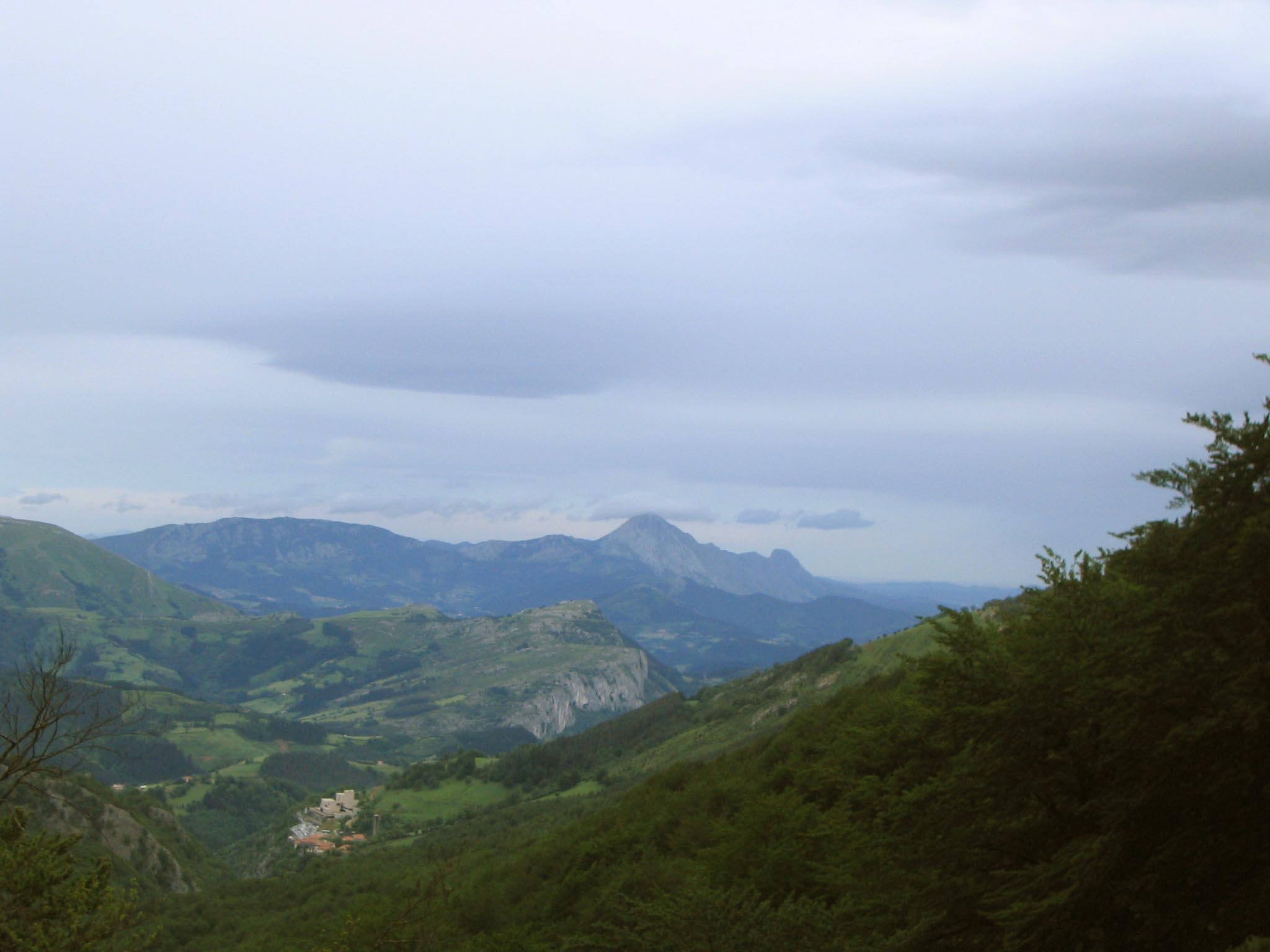
Panorâmica de Urbia, destacando-se ao fundo os montes de Duranguesado com Amboto e Alluitz. Vê-se claramente o Santuário de Aránzazu na imagem, em baixo.

As suas montanhas não têm grandes altitudes, e o ponto mais alto é o monte Aitxuri (1.551 m) no maciço de Aitzkorri mas criam grande número de vales. 